# مينا مسعود
مينا مسعود (مواليد 17 سبتمبر 1991) هو ممثل ومغنى كندي من أصل مصري معروف بتأديته دور البطولة لفيلم علاء الدين الذي صدر عام 2019.
في يوليو 2017، استقرت شركة ديزني عليه للعب دور علاء الدين في النسخة الواقعية للفيلم. كما لعب دور طارق القصار في المسلسل التلفزيوني جاك رايان، كما كان له دور في مسلسل نيكيتا في الموسم الأول، وقام بالمشاركة بالأداء الصوتي في لعبة واتش دوغز 2.

## نشأته وتعليمه
ولد مسعود في القاهرة بمصر لأبوين الأقباط الأرثوذكس. لديه شقيقتان أكبر سنًا. هاجر مع أسرته إلى كندا عندما كان في الثالثة من عمره. صرح مسعود «نحن الأقباط المسيحيون. وشعر والداي بأن الأمور تسير أيضًا إلى حد ما الخطير عندما كنت صغيرا. أرادوا خلق حياة أفضل لعائلاتهم. لذلك قرروا الهجرة.» نشأ مسعود في ماركهام، أونتاريو،  حيث حضر St. مدرسة الأخ أندريه الكاثوليكية الثانوية. إنه نباتي.
مينا من كبار المعجبين بأفلام الكوميديا المصرية، ففي مقابلة مع البي بي سي، أوضح كيف أن التراث المصرى ألهمه كممثل كوميدي، فقد قال: «لقد كبرت وأنا اشاهد أفلام الكوميديا المصرية لكبار الفنانين المصريين مثل إسماعيل ياسين وعادل إمام فطريقة إمتاعهم للجمهور تختلف حيث أنها لا تعتمد علي الكلمات فقط حيث كانوا يعتمدون على لغة الجسد وتعبيرات الوجه وهذا أمر مختلف تمامًا عن الممثلين هنا، لقد لعبت الكثير من الأدوار الكوميدية في أمريكا، ودوري في علاء الدين هو أيضًا دور كوميدى: أعتقد أنني ألعب أدوار الكوميديا بطعم مختلف كما تعلمت من السينما المصرية، وهذا يجعلها جذابة بطريقة مختلفة».

## التاريخ المهنى
بدأ مينا حياته الفنية كممثل عام 2011 عندما ظهر في حلقة واحدة كدور قصير في كل من المسلسلين التلفزيونيين نيكيتا وCombat Hospital. كما قام بدور جاريد مالك في سلسلة Open Heart عام 2015، أدى مينا دور طارق كسار في مسلسل Jack Ryan من إنتاج أمازون برايم.
تم الإعلان عام 2017 أن مينا سيمثل دور علاء الدين في فيلم بنفس الاسم من إنتاج شركة ديزنى. يقول مينا عن الدور: "لقد كنت متحمسًا أن يتاح لي في النهاية فرصة أداء شخصية ليست إرهابية ليس لها دلالة سلبية فهذه الشخصية لها دلالة إيجابية فهو ملهم الفيلم ودور ملهم، لقد كنت متحمسًا أخيرًا أن يكون لى دور في فيلم كهذا. ويقول مينا أنه فيلم مهم للفنانين من أعراق مختلفة في هوليود. كان مينا يمازح جاي ريتشي بأن علاء الدين سوف يتخطى حاجز المليار دولار في شباك التذاكر. على سبيل المفارقة، تمكن الفيلم من تخطى حاجز المليار دولار أمريكي في الإيرادات على مستوى العالم.

## الحياة الشخصية
مينا مسعود شخص نباتي، وقام بعمل برنامج تلفزيوني اسمه "Evolving Vegan". في سبتمبر 2019، تم اختيار مينا ليكون ممثلًا رسمياً لمصر في مبادرة «تحدث المصرية» وهي حملة هدفها حماية الهوية العربية للمغتربين للمصرين وخاصة الأطفال العرب.

### مؤسسة EDA (مؤسسة الفنانين المتنوعين عرقيًا)
أطلق مسعود مؤسسة خيرية هدفها دعم الفنانين الموهوبين الذين ينتمون لأعراق غير ممثلة بالشكل الكافى لمساعدتهم على البدء بكندا قبل الذهاب للوس أنجلوس. عانى مسعود في بداية حياته المهنية في تورنتو قبل حصوله على دور علاء الدين. يشير مينا إلى أن اختيار الأدوار الرئيسية يتم من خارج لوس أنجلوس وتأمل المؤسسة أن تغير ذلك عن طريق مساعدة المدربين لهم والمساعدة في التدريب حتى يتمكنوا من الحصول على أدوار.

## وصلات خارجية
- مينا مسعود على موقع IMDb (الإنجليزية)
- مينا مسعود على موقع ألو سيني (الفرنسية)
- مينا مسعود على موقع قاعدة بيانات الفيلم (الإنجليزية)